# アクティウム

アクティウムの海戦

アクティウム (ギリシア語: Ἄκτιον) は、西ギリシアのアカルナニア地方の北西、アンヴラキコス湾の入り口にあたる岬にあった古代の都市。紀元前31年にオクタヴィアヌスがマルクス・アントニウスを破ったアクティウムの海戦で知られる。現行政上における位置はエトリア＝アカルナニア県アクティオ＝ヴォニツァ。
アクティウムは湾を塞ぐように向かい合った岬の南側にあったが、後にアウグストゥス（オクタヴィアヌス）が北側の岬にニコポリスを建設した。2002年には、アクティウム半島と湾の北岸のプレヴェザを結ぶアクティウム・プレヴェザ海底トンネルが開通した。

## 歴史

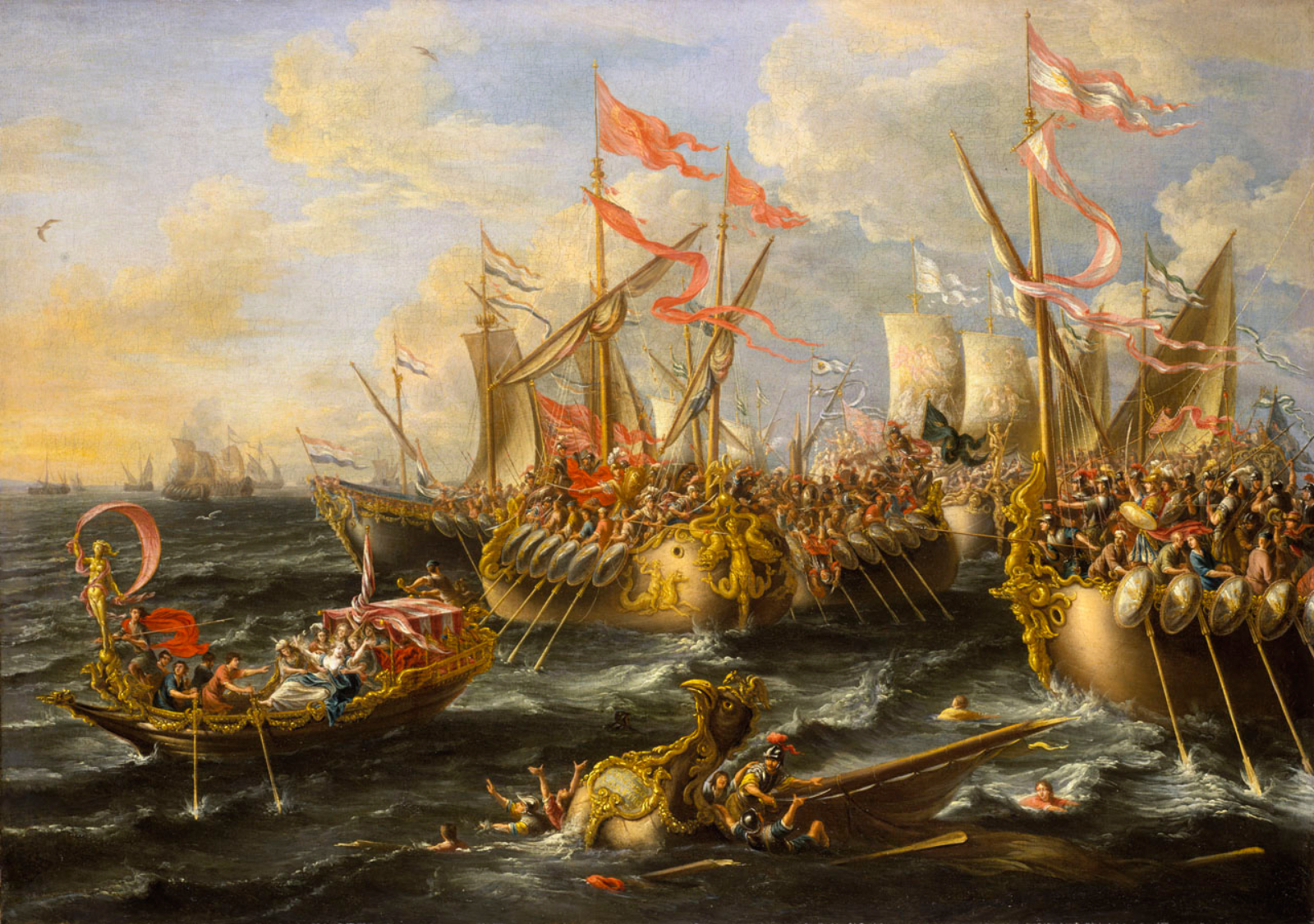
「アクティウムの海戦」 ローレイス・ア・カストロ, 1672年（多分に時代錯誤的な表現が含まれる。）

アクティウムはもともとアナクトリウムのコリント人の植民地の一部で、アポローン・アクティウスの神殿が建てられていた。紀元前3世紀にはアカルナニア人の手に落ち、神殿を受け継いだ。
この神殿はアウグストゥスによって拡張され、同時にアクティウムの街も拡大した。
またアウグストゥスは、この町にアクティウムの海戦の記念碑を立てさせた。

## 考古学研究
1980年、ギリシャ政府はアクティウム沖にアクティウムの海戦で沈んだ船が残っていると発表した。
2009年夏、考古学者によりアポローン神殿の残骸と、アポローンとアルテミス（ディアーナ）の彫像の頭部が発見された。